# 約翰·麥斯菲爾
約翰·愛德華·麥斯菲爾（John Edward Masefield，OM，1878年6月1日—1967年5月12日），英國詩人、作家，代表作有「海戀」（Sea Fever）等。1930年至1967年過世為止，被任命為英國桂冠詩人。

## 脚注
1. ↑  The Times, 1930.